# 张艺韩
張藝韓（1996年11月09日—），中國大陸演員、導演。其執導之電影《逢春》於2019年獲得馬來西亞吉隆坡高空國際影展最佳影片。

## 生平
2017年參演電影《自度度人》，2019年執導影片《逢春》。

## 作品

### 參演電影
| 年份   | 片名     | 職務 | 出品國家      |
| ------ | -------- | ---- | ------------- |
| 2018年 | 自度度人 | 演員 | 马来西亚 泰國 |
| 2019年 | 北國以北 | 演員 | 中国大陆      |
| 2020年 | 湖邊散步 | 演員 | 中国大陆      |